# Richard Lumley (12e comte de Scarbrough)
Richard Aldred Lumley (5 décembre 1932 - 23 mars 2004) est un noble anglais. Titré vicomte Lumley entre 1945 et 1969, après quoi il prend le titre de 12e comte de Scarbrough.

## Éducation et service militaire
Fils aîné de Roger Lumley, il fait ses études à St Peter's Court, où il devient un ami d'Adrian Swire et Houston Shaw Stewart, et plus tard au collège d'Eton. Il fait son service national en tant que sous-lieutenant dans le 11th Hussars, recevant sa commission le 3 novembre 1951, et fait ses études au Magdalen College à Oxford. Le 30 septembre 1952, il est transféré de la liste de service national aux Queen's Own Yorkshire Dragoons, avec l'ancienneté à partir de sa date initiale de commission. Il est nommé lieutenant par intérim le 12 juin 1953. Lumley est commissionné lieutenant d'armée territoriale avec les dragons le 5 décembre 1955, avec l'ancienneté à partir de la date de sa lieutenance intérimaire, qu'il abandonne le 18 juillet 1956. Il reçoit une commission de service court en tant que sous-lieutenant dans le Corps blindé royal le 26 mars 1956, qu'il quitte le 20 juillet quand il est promu lieutenant dans la Réserve de l'Armée régulière.
En 1956, Lumley est aide de camp du gouverneur de Chypre, John Harding. Il se lie d'amitié avec Lawrence Durrell. Lumley est apprécié pour son honnêteté et son intelligence parmi les correspondants britanniques avec lesquels il a affaire là-bas . Il est plus tard colonel honoraire du 1er bataillon des Volontaires du Yorkshire du 1er décembre 1975 au 1er décembre 1988 et président de la région nord de la Légion royale britannique.

## Propriétaire foncier et conservateur
Après avoir quitté l'armée, Lumley participe à des courses de chevaux en tant que membre du Jockey Club et steward à Doncaster et York. Il succède à son père en 1969. En 1970, il épouse Lady Elizabeth Anne Ramsay, aînée et fille de Simon Ramsay (16e comte de Dalhousie) et a quatre enfants :
- Richard Osbert Lumley, 13e comte de Scarbrough (né en 1973)
- Frederick Henry Lumley (27 août 1975-28 août 1975)
- Thomas Henry Lumley (né en 1980), un artiste, qui sert comme page d'honneur
- Rose Frederica Lily Lumley (née en 1981), elle épouse Tom Cole. Ils ont une fille :
  - Freya Sarah Cole (12 mars 2014).

Largement respecté par les habitants de Sandbeck, il se joint aux mineurs pour protester contre un projet de fermeture de la fosse de Maltby .
Il est forcé de vendre des meubles pour faire face aux droits de succession après la mort de son père, et par la suite lui et sa femme travaillent pour restaurer et préserver les domaines familiaux à Sandbeck Park et au Château de Lumley. Il transforme ce dernier en hôtel, réinvestissant les bénéfices dans son entretien. Largement autodidacte, il possède une vaste connaissance de l'architecture et du mobilier, un talent reconnu en tant que président de la York Georgian Society de 1985 à 1992 et de la Northern Association of Building Societies de 1985 à 1995. Il est également vice-président du British Conservation Trust for Volunteers, membre honoraire du Royal Institute of British Architects et, à partir de 1983, administrateur de la Leeds Castle Foundation. De 1994 à 2003, il siège à la Commission royale d'enquête sur les manuscrits historiques .
Le 8 janvier 1974, il est nommé lieutenant adjoint du West Riding of Yorkshire, devenant vice-lieutenant du Yorkshire du Sud le 24 septembre 1990, et finalement lord-lieutenant du Yorkshire du Sud de 1996 jusqu'à sa mort. En juillet 1996, il est nommé chevalier de Saint-Jean. Il est décédé d'un cancer le 23 mars 2004 à l'âge de 71 ans à Sandbeck.